# Histon H4
Histon H4 je jedan od pet glavnih histonskih proteina koji sačinjavaju strukturu hromatina u eukariotskim ćelijama. On sadrži globularni glavni domen i dug N-terminusni rep. H4 je deo strukture nukleozoma. On je podložan kovalentim modifikacijama, poput acetilacije i metilacije, koje mogu da utiču na ekspresiju gena.
Drugi histonski proteini su:
- H1
- H2A
- H2B
- H3

## Genetika
Histone H4 kodira nekoliko gena u ljudskom telu. Neki od njih su: